# Celofan
Celofan je tanek, pregleden list narejen iz regenerirane celuloze. Njegove glavne lastnosti so, da ne prepušča zraka, olja, masti, bakterij in vode, kar pomeni, da je zelo koristen za pakiranje hrane. V mnogih državah je celofan registrirana blagovna znamka Innovia Films Ltd, Cambrie, iz Velike Britanije.

## Proizvodnja
Za pridelavo viskoze lahko uporabimo celulozo iz lesa, bombaža, konoplje in drugih virov. Ta se nato vtisne skozi zarezo v posodo, kjer sta razredčeni žveplova kislina in natrijev sulfat, tam pa se pretvori iz viskoze v celulozo. Ta postopek se izpelje skozi več takih kopeli, ena zato da odstranimo žveplo, ena da razbarvajo ta postopek, ter ena, da ji dodajo glicerin, s katerim se prepreči da bi bil, oz. da bi postopek  postal krhek. Podoben proces, s pomočjo luknje, namesto zareze, se uporablja za izdelavo vlakna, imenovanega Rajon. 
Kemijska razlaga:  celofan, rajon in celuloza so polimeri glukoze in vsebujejo ogljik, vodik in kisik.

## Zgodovina
Celofan je izumil švicarski kemik Jacques E. Brandenberger, medtem ko je bil zaposlen v podjetju Blanchisserie et de Teinturerie Thaon. Idejo je dobil Leta 1900, ko je videl kako se je kozarec vina polil po prtu in s tem dobil zamisel, da bi ustvaril krpo, ki nebi samo absorbirala tekočino, vendar bi jo lahko tudi odbila.
Njegov prvi korak je bil sprej za blago, ki je imel vodoodporno prevleko,ena od opcij je tudi poskus na viskozo. Rezultat teh zaščitenih tkanin je bil preveč trd, vendar postopek zlahka loči zadnjo podlogo od krpe. Zato se je odločil opustiti prvotno idejo, kot možnosti za nov material, ki je postal očiten.
Da je Brandenberger izpopolnil svoje filme, je trajalo 10 let. Glavno izboljšanje glede na prejšnje delo pa je bilo dodati glicerin, namenjen za mehčanje materiala. Do 1912 je konstruiral stroj za izdelavo filma, ki je bil imenovan Celofan, iz besede celuloza in besede  "diaphane" ("transparentno"). V letu 1912 je bil Celofan patentiran. Naslednje leto, je družba Comptoir des Tekstil Artificiels (CTA)od Thaon podjetja odkupila interes v celofan in ustanovila novo podjetje s sedežem Brandenberger, La Cellophane SA.
Podjetje Whitman je začelo uporabljati celofan za zavijanje svojih sladkarij leta 1912 v ZDA, za svoje Whitman Sampler. Ostal je največji uporabnik celofana uvoženega iz Francije, vse do skoraj 1924, ko je DuPont zgradil prvi obrat proizvodnje celofana v ZDA. Celofan je naletel na omejeno prodajo v ZDA prvič medtem ko je bil vodoodporen, ni pa bil odporen na vlago. Voda pa je prepustna za vodno paro. To je pomenilo, da je neprimerna za embalažo izdelkov, ki zahtevajo neprepustnost na vlago. Du Pont je tisto leto najel kemika, William Hale Charch-a, ki je tri leta razvijal nitrocelulozni lak, ki naj bi ob uporabi na celofan, le ta postal odporen na vlago. Po predstavitvi celofana, odpornega na vlago v letu 1927, se je prihodek od prodaje materiala med letoma 1928 in 1930 potrojil. Leta 1938, pa je celofan DuPont-u predstavljal 10% celotne prodaje in 25% celotnega dobička.
Britansko tekstilno podjetje Courtaulds je omogočilo diverzifikacijo leta 1930, v film o viskozi, ki so ga poimenovali "Viscacelle". Vendar pa je bila konkurenca s Celofanom prevelika ovira za njeno prodajo, in leta 1935 je britanski Cellophane odkril povezavo s Cellophane Company in njenim matičnim podjetjem - Francosko CTA. Največji proizvodni objekt je bil  zgrajen v Bridgwater, Somerset, v Angliji, od 1935 -1937, kjer je bilo zaposlenih  3.000 delavcev.

## Danes
Celuloza film se od l. 1930 nenehno proizvaja in se uporablja še dandanes. Uporablja se ne samo kot embalaža različne hrane, vendar obstajajo tudi industrijske aplikacije za katere je osnova (samolepilni trakovi) kot Sellotape in Scotch Tape,  polprepustne membrane za določeno vrsto baterij, ter cevi za dializo in tudi  ločilno sredstvo pri proizvodnji izdelkov iz gume in steklenih vlaken. V Veliki Britaniji in v mnogih drugih državah, je "celofan" registrirana blagovna znamka in v lasti skupine Innovia Films, ki temelji na Wigton. Vendar pa je v ZDA "celofan" postal  posplošen, in pogosto pravijo, da se uporablja za široko paleto izdelkov iz plastičnih mas za filme, tudi tiste, ki niso narejene iz celuloze (npr. plastični ovoj).
Prodaja celofana je izpuhtela od leta 1960, zaradi alternativnih možnosti embalaže in dejstva, da je viskoza vse manj pogosta. K temu so pripomogli tudi onesnaževalni učinki sulfid ogljika in drugih stranskih proizvodov v procesu, katere se uporablja za izdelavo viskoze; Vendar je celofan sam 100% biološko razgradljiv to pa tudi vpliva na povečanje njegove priljubljenost, kot embalaža za hrano. Celofan je najbolj priljubljen material tudi za embalažo cigaretnih proizvodov;saj njegova prepustnost vlage naredi celofan popoln izdelek za to vlogo, kot mora biti dovoljeno, da cigare/cigarete  lahko "dihajo", tudi medtem ko so v skladišču.
Ko se celofan postavi med dva letala polarizacijskih filtrov, se proizvajajo prizmatične barve zaradi svoje birefringent narave. Umetniki so uporabljali ta učinek za ustvarjanje VITRAŽ podobne stvaritve, ki so kinetične in interaktivne.